# Alfredo (1946–2025)
Alfredo Mostarda Filho (ur. 18 października 1946 w São Paulo, zm. 28 marca 2025) – brazylijski piłkarz. Podczas kariery występował na pozycji środkowego obrońcy.

## Kariera klubowa
Karierę piłkarską rozpoczął w 1965 w klubie SE Palmeiras. Rok później przeszedł do Cruzeiro EC, z którym zdobył mistrzostwo stanu Mineiro w 1967. Następnie powrócił do Palmeiras, z którym został mistrzem Brazylii w 1967. W latach 1968–1971 grał kolejno w: Marcílio Dias Itajaí, Nacional oraz Américe São José do Rio Preto. 
Następnie wrócił do Palmeiras, w którym grał do 1975. Z Palmeiras zdobył dwukrotnie mistrzostwo Brazylii – Campeonato Brasileiro w 1972 i 1973 oraz mistrzostwo Stanu São Paulo – Campeonato Paulista w 1972 i 1974. Rok 1976 spędził w Coritiba FBC a 1977 w Santosie FC. Z Coritibą zdobył mistrzostwo Stanu Parana – Campeonato Paranaense w 1976. W latach 1978–1980 po raz czwarty występował w Palmeiras. Kolejnymi klubami w jego karierze były EC Taubaté (1980–1983) oraz boliwijski Club Jorge Wilstermann, gdzie zakończył karierę w 1984.
| Sezon   | Klub                   | Kraj     | Rozgrywki                      | Mecze | Bramki |
| ------- | ---------------------- | -------- | ------------------------------ | ----- | ------ |
| 1965    | SE Palmeiras           | Brazylia | Brasileiro Série A             |       |        |
| 1966    | Cruzeiro EC            | Brazylia | Brasileiro Série A             |       |        |
| 1967    | SE Palmeiras           | Brazylia | Brasileiro Série A             |       |        |
| 1968    | SE Palmeiras           | Brazylia | Brasileiro Série A             |       |        |
| 1969    | Marcílio Dias          | Brazylia | Brasileiro Série B             |       |        |
| 1970    | Nacional               | Brazylia | Brasileiro Série B             | 0     | 0      |
| 1971    | Brasileiro Série C     | Brazylia |                                |       |        |
| 1971    | Brasileiro Série C     | Brazylia | América-SP                     |       |        |
| 1972    | SE Palmeiras           | Brazylia | Brasileiro Série A             | 29    | 0      |
| 1973/74 | SE Palmeiras           | Brazylia | Brasileiro Série A             | 35    | 0      |
| 1974    | SE Palmeiras           | Brazylia | Brasileiro Série A             |       |        |
| 1975    | SE Palmeiras           | Brazylia | Brasileiro Série A             | 24    | 1      |
| 1976    | Coritiba               | Brazylia | Brasileiro Série A             |       |        |
| 1977    | Santos FC              | Brazylia | Brasileiro Série A             | 9     | 0      |
| 1978    | SE Palmeiras           | Brazylia | Brasileiro Série A             | 24    | 1      |
| 1979    | SE Palmeiras           | Brazylia | Brasileiro Série A             |       |        |
| 1980    | SE Palmeiras           | Brazylia | Brasileiro Série A             |       |        |
| 1980    | Taubaté                | Brazylia | Brasileiro Série C             |       |        |
| 1981    | Taubaté                | Brazylia | Brasileiro Série D             |       |        |
| 1982    | Taubaté                | Brazylia | Brasileiro Série C             |       |        |
| 1983    | Taubaté                | Brazylia | Brasileiro Série C             |       |        |
| 1984    | Club Jorge Wilstermann | Boliwia  | División de Fútbol Profesional |       |        |

## Kariera reprezentacyjna
W reprezentacji Brazylii Alfredo zadebiutował 31 marca 1974 w zremisowanym 1:1 meczu przeciwko reprezentacji Meksyku rozegranym w Rio de Janeiro. W tym samym roku pojechał z reprezentacją na mistrzostwa świata rozgrywane na stadionach RFN. Na mistrzostwach zagrał jedynie w meczu o trzecie miejsce z reprezentacją Polski. Był to drugi i zarazem ostatni mecz w barwach Canarinhos.
| Mecze i gole w reprezentacji | Mecze i gole w reprezentacji | Mecze i gole w reprezentacji | Mecze i gole w reprezentacji | Mecze i gole w reprezentacji | Mecze i gole w reprezentacji | Mecze i gole w reprezentacji |
| #                            | Data                         | Miasto                       | Przeciwnik                   | Gol                          | Wynik                        | Rozgrywki                    |
| ---------------------------- | ---------------------------- | ---------------------------- | ---------------------------- | ---------------------------- | ---------------------------- | ---------------------------- |
| 1.                           | 31.03.1974                   | Rio de Janeiro               | Meksyk                       |                              | 1:1                          | towarzyski                   |
| 2.                           | 06.07.1974                   | Monachium                    | Polska                       |                              | 0:1                          | MŚ 1974                      |

## Sukcesy
SE Palmeiras
- Mistrz Brazylii (3): 1967, 1972, 1973
- Mistrz stanu São Paulo (Campeonato Paulista) (2): 1972, 1974

Cruzeiro EC
- Mistrzostwo stanu Mineiro (1): 1967

Coritiba FBC
- Mistrz stanu Paraná (Campeonato Paranaense) (1): 1976